# Tuntematon sotilas (película)
El soldado desconocido (original y en finés: Tuntematon sotilas, en sueco: Okänd soldat) es una película de drama de guerra finlandés de 2017 y la tercera adaptación de la novela clásica homónima finlandesa más vendida de 1954 de Väinö Linna, un libro considerado parte del legado nacional. Dirigida por Aku Louhimies, es la primera basada en la versión manuscrita de la novela, Sotaromaani ("la novela de guerra"). Las dos adaptaciones cinematográficas anteriores se lanzaron en 1955 y 1985. La película de la Segunda Guerra Mundial sigue a una compañía de ametralladoras (finlandés: konekiväärikomppania) del ejército finlandés desde un plano contrapicado durante la Guerra de Continuación entre Finlandia y la Unión Soviética de 1941 a 1944. Fue la película finlandesa más cara en su lanzamiento con un presupuesto de 7 millones de euros.
La película recibió críticas mixtas a nivel nacional el 27 de octubre de 2017 como parte del centenario oficial del programa de independencia finlandés, rompiendo el récord de apertura de fin de semana para una película en idioma local. El estreno internacional fue el 23 de noviembre de 2017 en el Tallinn Black Nights Film Festival, seguido de Irlanda, Suecia, Islandia y Noruega. La película fue descrita por los críticos como arenosa, triste, honesta y realista, así como una pieza pacifista que enfrenta lados menos agradables de la historia finlandesa. La película ganó cuatro Premios Jussi al mejor actor (Aho), junto con mejor edición, mejor maquillaje y peinado, y mejor edición de sonido de un total de once nominaciones. Con una recaudación interna de 13,5 millones de euros en la taquilla de 2017, fue la película más exitosa del año en el cine finlandés.

## Sinopsis
El escenario de la película se basa en la unidad que Väinö Linna sirvió durante la Guerra de Continuación, Regimiento de Infantería 8 (finlandés: Jalkaväkirykmentti 8). Sigue a una compañía ficticia de ametralladoras del ejército finlandés en el frente de Carelia desde la movilización en 1941 hasta el armisticio en 1944. Los soldados de la compañía son retratos comprensivos pero realistas de hombres de toda Finlandia con antecedentes muy diversos. Su actitud es relajada, irrespetuosa con las formalidades, y comercial, incluso infantil y alegre, a lo largo de la historia a pesar de la guerra y las pérdidas que sufre la compañía. La película ocasionalmente se traslada a la casa, mostrando, por ejemplo, Kariluoto casándose con su novia en la Catedral de Helsinki y Rokka visitando a su esposa Lyyti y sus hijos en su granja en el Istmo de Carelia.
La compañía de ametralladoras se desplegó en junio de 1941 desde sus cuarteles hasta el área de preparación para prepararse para la invasión de la Unión Soviética. El primer ataque de la compañía es sobre un pantano en posiciones soviéticas. Tras una serie de batallas, los soldados avanzan hacia Carelia Oriental y cruzan la antigua frontera perdida durante la Guerra de Invierno. En octubre de 1941, interactúan con los lugareños mientras se encuentran en la ciudad capturada y saqueada de Petrozavodsk. La compañía tiene la orden de defenderse de un ataque invernal soviético a lo largo del río Svir. Lahtinen es asesinado durante un avance soviético, pero Rokka detiene a una unidad enemiga de 50 enemigos que los flanquea emboscando con un subfusil Suomi KP/-31 desde lo alto. La película sigue el período de guerra de trincheras de la guerra de 1942 a 1943. Los soldados beben kilju (un vino de azúcar casero) hasta la intoxicación durante las celebraciones de cumpleaños del comandante en jefe del mariscal de campo Carl Gustaf Emil Mannerheim, un nuevo recluta es asesinado por un francotirador y reemplazos refuerzan la compañía.
La ofensiva soviética Vyborg-Petrozavodsk del verano de 1944 obliga al ejército finlandés a comenzar a retirarse del área conquistada y detener el avance soviético con contraataques. Hietanen es herido por la artillería y luego muere cuando la ambulancia de la Cruz Roja es atacada. En los enfrentamientos posteriores, la compañía sufre un gran número de bajas, incluido el Capitán Kariluoto, y abandona sus ametralladoras durante un retiro de una defensa desesperada. Poco después, la compañía debe mantener la línea contra otro ataque soviético. Koskela es asesinado mientras desactiva un tanque soviético con una mina antitanque. Después del último contraataque de los finlandeses, la guerra termina en un alto el fuego en septiembre de 1944. Los soldados se levantan de sus posiciones de combate defensivas después de que el bombardeo final de artillería soviética se detiene y escuchan los primeros anuncios de radio sobre el eventual Armisticio de Moscú. La película se cierra con un montaje de los impactos de la guerra y las imágenes reales en tiempo de guerra.

## Reparto
| - Eero Aho como Antero "Antti" Rokka, un cabo veterano pragmático de la Guerra de Invierno y originalmente un agricultor del Istmo de Carelia, que vino a la guerra "para matar y no ser asesinado" y no cree en la disciplina militar. Según Helsingin Sanomat, la presencia de Aho fue una sorpresa teniendo en cuenta que había interpretado principalmente villanos o personajes atormentados en el pasado. - Johannes Holopainen como Jorma Juhani Kariluoto, subteniente. - Jussi Vatanen como Vilho "Ville" Johannes Koskela, líder del pelotón como segundo teniente y más tarde teniente. Koskela se describe como el modelo arquetípico a seguir finlandés: tranquilo, honrado y modesto. - Aku Hirviniemi como Urho Hietanen. - Severi Saarinen como Lehto. - Hannes Suominen como Vanhala, un soldado tavastiano que no toma en serio la guerra y escucha discos de gramófono de canciones soviéticas, como "Kalinka". | - Paula Vesala como Lyyti, esposa de Rokka. - Samuli Vauramo como Lammio. - Joonas Saartamo como Yrjö Lahtinen. - Arttu Kapulainen como Susi ("Suen Tassu"), vecino de Rokka. - Andrei Alén como Rahikainen. - Eino Heiskanen como Risto Riitaoja. - Kimi Vilkkula como Juhani Sebastian Sihvonen. - Juho Milonoff como Aarne Honkajoki. - Eemeli Louhimies como Usko Asumaniemi. - Matti Ristinen como Antero Sarastie, comandante del batallón. |

## Producción
El desarrollo de Tuntematon sotilas comenzó en septiembre de 2014 cuando la Finnish Film Foundation otorgó 30 000 euros a la productora de Aku Louhimies y su plan de basar la película en la versión manuscrita de la novela original Sotaromaani ("la novela de guerra"), lanzada en 2010. Según Louhimies, su visión de la película era hacer una versión moderna del clásico, similar a las nuevas versiones de Macbeth u Otelo, y llevar la novela original al "público de hoy" y al alcance de la generación más joven, que apenas conocía la novela de Väinö Linna o la primera película de la época. Louhimies comparó el guion con Thin Red Line, que presenta selectivamente historias del material fuente.
Con un presupuesto de 7 millones de euros, Tuntematon sotilas se convirtió en la película más cara jamás realizada en Finlandia o en idioma finés. Los productores presentaron la película a los inversores solo con el guion y la financiación de la película se garantizó por completo en agosto de 2015 con 5 millones de euros de financiación provenientes de inversores privados, como la compañía de videojuegos Supercell, el grupo bancario LähiTapiola y fundaciones. Además, un millón provino de la Finnish Film Foundation y otro millón de la emisora nacional Yleisradio. La película fue producida por Elokuvaosakeyhtiö Suomi 2017 con la islandesa Kvikmyndafélag Íslands y la belga Scope Pictures como coproductores. Según se informa, Rafale International, un fabricante de aviación de defensa cuyo caza Dassault Rafale fue uno de los aviones en consideración para reemplazar la flota de F/A-18 Hornets de la Fuerza Aérea de Finlandia, fue el principal socio de la película.

### Rodaje
La filmación comenzó el 6 de junio de 2016 y se rodó en 80 días con más de 3000 extras y el apoyo de las Fuerzas de Defensa de Finlandia en lugares de Finlandia, como la fortaleza de Suomenlinna y el desierto de Carelia del Norte, con la mayoría de las escenas de batalla realizadas en el área de entrenamiento de la Brigada Carelia. Inicialmente, más de 14 000 personas se ofrecieron como extras. El 29 de junio de 2016, la película estableció un récord mundial Guinness cuando Duncan Capp de IFX International Special Effects detonó los explosivos más altos en una sola toma de película, el equivalente de 70.54 kg de TNT. Para el día 72 de la filmación, se habían filmado 458 horas de metraje con un equipo de producción de 120 personas. Benjamin Mercer editó los lanzamientos de películas y el lanzamiento de televisión de cinco partes con la aplicación Final Cut Pro X.
El elenco, de los cuales algunos tenían experiencia militar en reclutamiento previo, pasó por un entrenamiento de campamento de entrenamiento organizado por la Asociación de Entrenamiento de Defensa Nacional auxiliar sobre habilidades en el desierto, cómo mantenerse caliente durante el invierno y cómo moverse con esquís de fondo en un bosque. Louhimies quería que "la gente sintiera y entendiera cómo es y se siente estar en guerra". El elenco dormía en lugares de la escena en carpas militares calentadas por la estufa, imitando una unidad real de tiempo de guerra. Para dar realismo a las escenas, la película se filmó sin iluminación artificial, utilizando las condiciones que tuviera la tripulación.

### Música
La banda sonora de la película fue compuesta por Lasse Enersen (con quien Louhimies había cooperado antes) y grabada con la Orquesta Sinfónica de Lahti en el Sibelius Hall. Louhimies quería que la música mostrara "alma y fragilidad", mientras que Enersen la describió como "simple, austera, a veces cruda y fea" y omitió temas de heroísmo o victoria. Louhimies consideró importante que la música se produjera en Finlandia en alineación con el centésimo año de la independencia finlandesa. Enersen visitó lugares de la película durante la filmación para hablar con actores, encontrar inspiración y observar. Decidió usar un sintetizador y un violín Hardanger, un instrumento tradicional noruego, para complementar la música de la orquesta. Caoimhín Ó Raghallaigh, un violinista irlandés, tocó el Hardanger en la banda sonora. El 15 de septiembre de 2017, la banda finlandesa de pop rock Haloo Helsinki! lanzó la canción "Tuntematon" ("Desconocido"), vinculada temáticamente a la película a través de sus letras y video musical. El video musical fue dirigido por Aku Louhimies y Aleksi Koskinen.

## Temas
La película fue descrita como una confrontación honesta con los aspectos menos agradables de la historia finlandesa, como la naturaleza de la guerra como la agresión finlandesa, la cooperación militar con la Alemania nazi y la visita secreta de Adolf Hitler para celebrar el 75 cumpleaños del mariscal de campo Mannerheim en junio de 1942. Por ejemplo, el historiador militar Lasse Laaksonen dijo que el aspecto positivo de la película es que les permite a los finlandeses aprender sobre su historia. Del mismo modo, la película fue descrita como una perspectiva arenosa, triste, pacifista y realista sobre la Guerra de Continuación. El director Louhimies comentó que tenía la intención de destacar a las personas que participan en la guerra en lugar de glorificar el conflicto y mantenerse fiel a las opiniones de Väinö Linna. Las alusiones se derivaron de la naturaleza patriótica de la película a la política exterior contemporánea de Rusia, las tensiones en la región del Báltico y la descripción de Mannerheim de Rusia como el "enemigo hereditario del Este" de Finlandia. Sin embargo, la película usó actores rusos, como Diana Pozharskaya interpretando a Vera en el Petrozavodsk conquistado, para humanizar la guerra.

## Estreno
El estreno de la película estuvo vinculado al centenario de la independencia finlandesa. Se estrenó en Finlandia el 27 de octubre de 2017 en 140 ubicaciones con una calificación de edad de 16 años y distribuido por SF Studios. El distribuidor de cine independiente alemán Beta Cinema compró los derechos de venta internacional de la película. Tuntematon sotilas apareció en el American Film Market en noviembre de 2017, y durante el mismo mes SF Studios adquirió los derechos de distribución para Suecia, Noruega y Dinamarca y Arrow Films los derechos para el Reino Unido e Irlanda. El estreno internacional de la película fue en el Tallinn Black Nights Film Festival en Estonia el 23 de noviembre de 2017. Se estrenó en el Subtitle Film Festival en Irlanda el 25 de noviembre de 2017, en Suecia el 6 de diciembre de 2017, en Islandia el 25 de enero de 2018 y en Noruega el 9 de febrero de 2018. Si bien el tiempo de duración del estreno original en el cine nacional de la película fue de 179 minutos, hubo una versión internacional que se redujo a 133 minutos.